# Феррис, Рон
Рональд Керри Феррис (англ. Ronald Curry Ferris;  род. 2 июля 1945, Торонто, провинция Онтарио, Канада) —  клирик Англиканской церкви Канады, 9-й епископ Юкона с 1981 по 1995 год, 9-й епископ Алгомы с 1995 по 2008 год.

## Биография
Родился в Торонто 2 июля 1945 года. Окончил университет Западного Онтарио. В 1970 году был рукоположён в сан священника. Защитил докторские степени в области сакрального богословия, устава и общего богословия. Служил в церкви Святого Луки в Олд-Кроу, в Юконе и Мемориальной церкви Святого Стефана в Лондоне, в Онтарио. В 1981 году был возведён в епископы и возглавил диоцез Юкона. В 1995 году был переведён на кафедру Алгомы. В 2004 году его кандидатура рассматривалась на пост примаса Англиканской церкви Канады. В сентябре 2008 года ушёл на покой.
Феррис ― последовательный консерватор. В январе 2009 года он отказался от служения в Англиканской церкви Канады и был принят в епископском сане в Англиканскую церковь Южной Америки архиепископом Грегори Венейблсом. Причиной перехода послужило несогласие с официальной позицией Англиканской церкви Канады, разрешившей церковное благословение однополых браков. В июне 2009 года Феррис стал епископом-ассистентом Англиканской сети Канады — епархии Англиканской церкви в Северной Америке. Им были основаны приходы англикан-консерваторов в регионе Лоуэр-Мейнленд, на территории провинции Британская Колумбия. Он также несёт служение викария прихода в Лэнгли, где проживает с семьёй. Феррис женат на Джэн Феррис, в браке с которой у него родились шестеро детей.